# Bobare (Chorwacja)
Bobare – wieś w Chorwacji, w żupanii brodzko-posawskiej, w gminie Okučani. W 2011 roku liczyła 16 mieszkańców.